# Израильско-новозеландский паспортный скандал

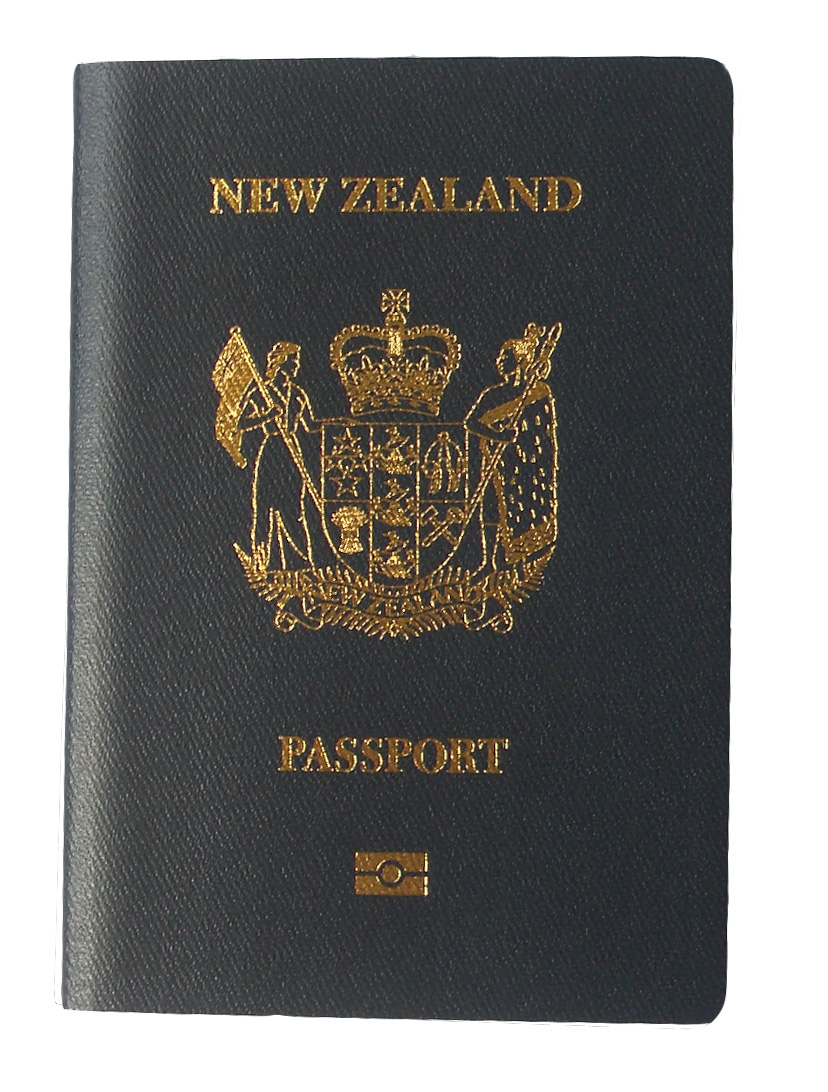
Биометрический паспорт гражданина Новой Зеландии, выдававшийся с ноября 2005 по ноябрь 2009 годов

Израильско-новозеландский паспортный скандал разразился после того, как в марте 2004 года полиция Новой Зеландии арестовала в Окленде граждан Израиля Уриэля Кельмана и Эли Кару. Они пытались обманным способом получить паспорт гражданина Новой Зеландии, используя документы на имя мужчины, страдавшего церебральным параличом. Обоих подозревали в шпионаже в пользу израильской разведслужбы «Моссад», поскольку для разведчиков-нелегалов было характерно использование паспортов третьих стран, чтобы въезжать в государства, представлявшие интерес для разведки. По итогам судебных слушаний оба получили по полгода тюрьмы и оштрафованы на крупную денежную сумму, но спустя несколько месяцев были освобождены и депортированы из Новой Зеландии.
Скандал ударил по двусторонним отношениям стран. Премьер-министр Хелен Кларк заявила, что правительство Новой Зеландии считает совершённые израильтянами действия посягательством на суверенитет страны и нарушением международного права. В связи с этим правительство Новой Зеландии ввело дипломатические санкции против Государства Израиль, а контакты на высоком уровне между двумя странами были приостановлены. Скандал был урегулирован только в 2005 году после публичных извинений министра иностранных дел Израиля Сильвана Шалома.

## Заявление на получение паспорта
12 марта 2004 года ко врачу общей практики из Линфилда Ховарду Уэю (англ. Howard Way) пришёл посетитель — некто Зээв Уильям Баркан (англ. Zev William Barkan), попросивший его стать доверенным лицом при подаче заявления на получение паспорта гражданина Новой Зеландии, поскольку летел в Австралию на свадьбу. Уэй утверждал, что посетитель выглядел спокойным человеком и не давал поводов для недоверия, поэтому врач согласился выполнить его просьбу. В заявлении на получение паспорта использовалось свидетельство о рождении на имя человека, у которого в действительности был диагностирован церебральный паралич и который был прикован к инвалидной коляске. Отец человека, от имени которого якобы было подано заявление, рассказал в интервью газете The New Zealand Herald, что его сын (ему было за 30 лет) из-за повреждений мозга не мог говорить, самостоятельно есть или ходить в туалет, но при этом прекрасно понимал всё, что ему говорили. Мужчина общался посредством специального устройства, подключённого к голове, с помощью которого мог набирать тексты на клавиатуре. Отец инвалида также сказал, что Баркан жил в 300 м от их дома и наверняка мог видеть человека, именем которого воспользовался для получения паспорта. Мать больного новозеландца развелась с его отцом и переехала в Великобританию за два года до этих событий, занявшись оказанием помощи лицам, страдающим церебральным параличом.
Сотрудник Департамента внутренних дел Новой Зеландии Ян Тинджей (англ. Ian Tingey) заметил несовпадения в заявлении и позвонил заявителю, запросив объяснения. Согласно показаниям Тинджея, Баркан разговаривал с канадским или американским акцентом; в разговоре он объяснил, что прежде не имел новозеландского паспорта и не ездил никуда с подобным паспортом, но проводил много времени в Новой Зеландии с канадскими друзьями и семьёй. 19 марта Тинджей связался с отцом новозеландца и рассказал ему о случившемся: отец был в негодовании и потребовал выяснить, каким образом персональные данные его сына использовались для получения паспорта. Выяснилось, что на имя больного новозеландца был создан фальшивый почтовый ящик, куда в ходе обработки заявления на получение паспорта было отправлено свидетельство о рождении, и зарегистрирован телефонный номер. После поступившего из Департамента внутренних дел сообщения о поддельном заявлении новозеландская полиция начала вести расследование, сумев установить, что для получения паспорта Баркан использовал личные данные матери пострадавшего. Сама женщина срочно вылетела из Великобритании, надеясь оказать посильную помощь полиции в расследовании.

## Расследование и задержание

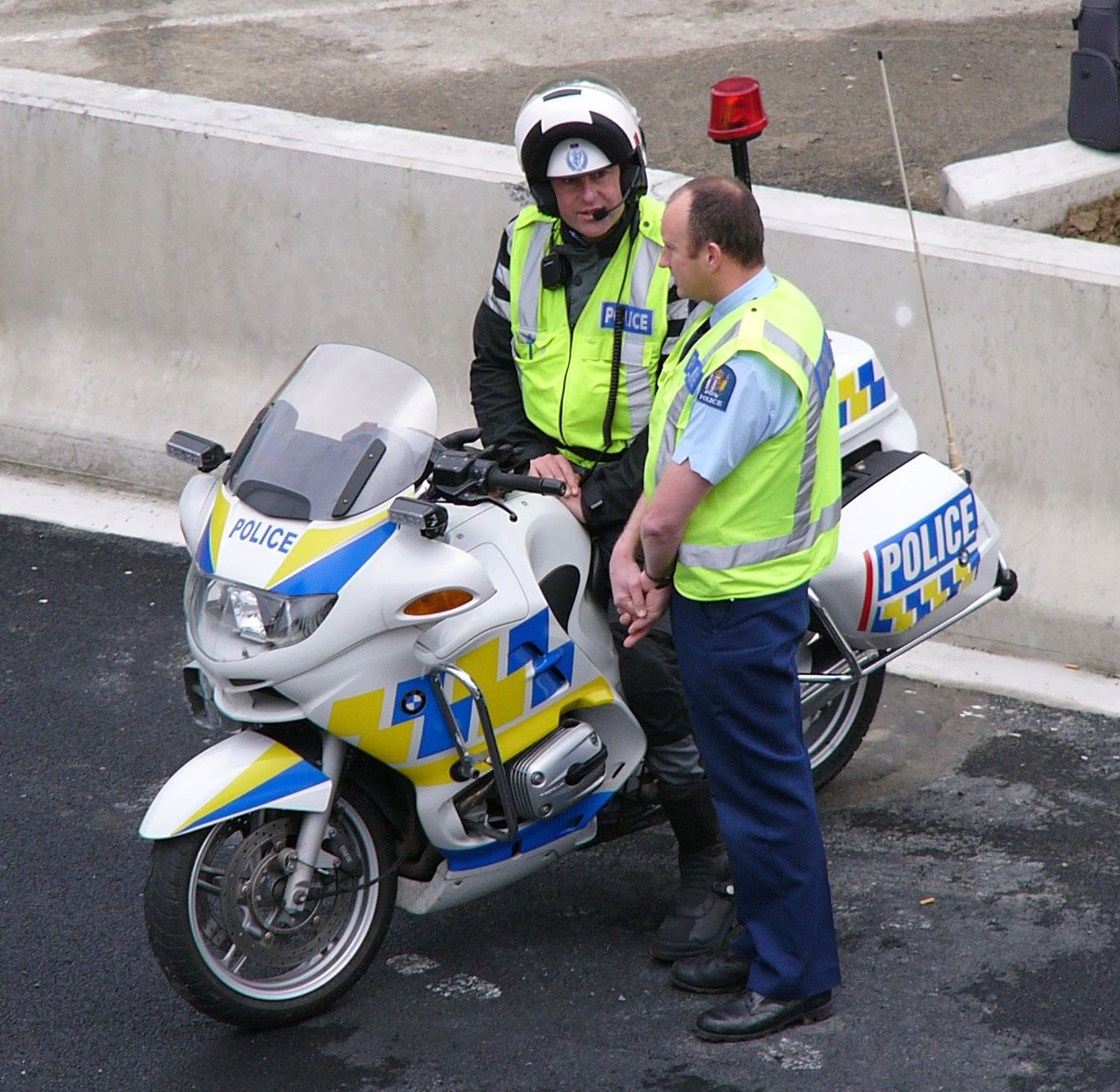
Новозеландские полицейские

Полиция выяснила, что в акции были замешаны четверо человек: граждане Израиля Эли Кара (англ. Eli Cara), Уриэль Зоша Кельман (англ. Uriel Zoshe Kelman), Зээв Баркан (англ. Zev Barkan) и ещё один человек, чьё имя было на тот момент неизвестно. Информацию об участниках удалось получить отчасти благодаря прослушке звонков, осуществлявшихся с мобильных номеров Кары и Кельмана. Впервые Баркан посетил доктора Уэя в ноябре 2003 года, используя данные человека, на имя которого он хотел оформить паспорт. Он покинул Новую Зеландию 3 декабря 2003 года, однако уже 4 декабря в Департамент внутренних дел поступил запрос на получение свидетельства о рождении на имя новозеландца-инвалида. В течение месяца Баркан несколько раз въезжал в страну вместе с Карой и Кельманом, вернувшись в марте 2004 года.
6 марта Баркан арендовал квартиру на Сент-Полс-стрит, а спустя шесть дней пришёл к доктору в Линфилд с просьбой помочь ему в подаче заявления. 13 марта в Департамент внутренних дел в Веллингтоне поступило срочное заявление на получение паспорта, к которому прилагалось подлинное свидетельство о рождении и фотография Баркана, соответствующая размерам фотографии для паспорта; в тот же день из страны выехал Кара. Кельман покинул страну через неделю, пробыв некоторое время в оклендской гостинице Kiwi International Hotel. 21 марта полиция начала подготовку к задержанию всех подозреваемых: в тот день Кельман, заполняя некоторые документы в гостинице, указал автомобиль, который находился какое-то время в собственности Баркана.
23 марта в Департамент внутренних дел Новой Зеландии позвонил мужчина, который заявил о намерении получить упомянутый новозеландский паспорт, но отказался лично приходить за ним. Он попросил отправить его в расположение оклендской компании Travcour, которая занималась оформлением виз и документов для путешественников: сотрудники полиции, работавшие под прикрытием, осуществили доставку паспорта. В 13:25 поступил звонок в Travcour: звонивший попросил доставить паспорт к жилому дому по улице Сент-Полс-стрит (англ. St. Paul's Street), где Баркан снимал квартиру. Эту доставку также осуществили полицейские, работавшие под прикрытием. Затем Баркан позвонил владельцу квартиры, сообщив, что к дому должна быть доставлена посылка: он предупредил, что позвонит, чтобы убедиться в наличии посылки. Посылку затем должен был забрать таксист и передать её проживавшему на Фрименс-Бэй человеку, который должен был представиться именем новозеландца-инвалида
В тот день Кара сидел в кафе у жилого дома по Сент-Полс-стрит в Окленде, ожидая прибытия курьера к жилому дому: один из детективов заметил присутствие Кары в кафе. В 14:35 владелец квартиры принял звонок и подтвердил, что посылка доставлена: звонивший сообщил, что посылку заберёт таксист. В 14:38 с телефона Кары поступил ещё один звонок на номер Баркана, а в 15:00 приехал автомобиль: водитель такси забрал посылку и получил от Кары указание ехать к Фрименс-Бэй. Кара собирался сесть в машину, однако полицейские моментально задержали его. Недалеко находился Кельман, который, увидев арест Кары, выбросил в кусты мобильный телефон и попытался скрыться, однако полиция успела его задержать. На выброшенный телефон Кельмана вскоре поступил звонок: взявший трубку полицейский услышал голос таксиста, который заявил, что прибыл в указанную точку. При задержании Кельмана также были изъяты ключи от автомобиля, которым временно пользовался Баркан.

## Допросы

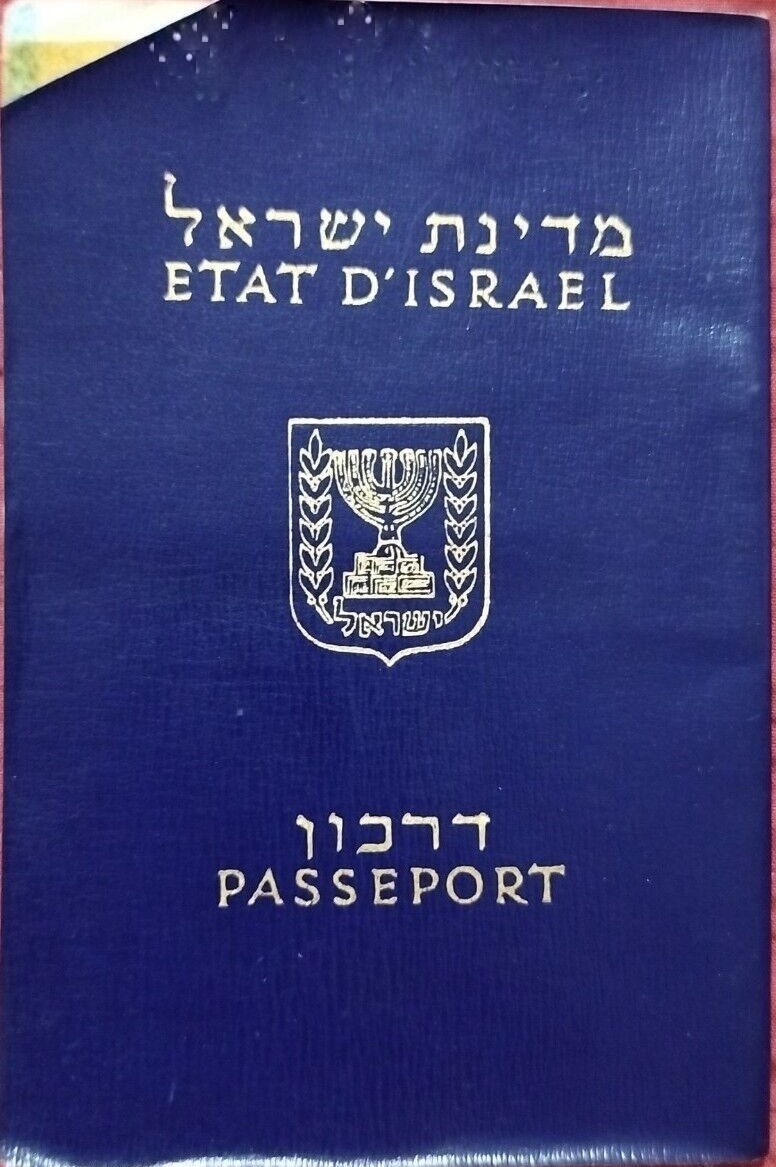
Паспорт гражданина Израиля образца 1975 года

Перед новозеландским судом предстали 30-летний Уриэль Кельман и 50-летний Эли Кара. Судебное следствие велось заочно в отношении уехавшего из Новой Зеландии Зээва Баркана, который оказался бывшим израильским дипломатом, и ещё одного человека, чью личность удалось установить — им оказался бывший парамедик Скорой помощи Святого Иоанна Тони Резник (англ. Tony Resnick), который покинул страну почти сразу же после ареста Кельмана и Кары. Рассмотрением дела Кары и Кельмана занимался Оклендский окружной суд во главе с судьёй Крисом Филдом (англ. Chris Field), интересы Кары и Кельмана защищали адвокаты Грант Иллингуорт (англ. Grant Illingworth) и Найджел Файган (англ. Nigel Faigan) (позже среди представителей Кары появился и адвокат Стюарт Грин).
На допросе Эли Кара утверждал, что был туристическим агентом, который работал в Сиднее, а Зоша Кельман работал советником европейских компаний в сфере безопасности. Кельман заявил, что среди его знакомых был некто Джон, чьё настоящее имя было Майкл Зандворт (англ. Michael Zandvoort): он работал в компании, деятельность которой была, по всей видимости, связана с вопросами безопасности и обнаружением устройств подслушивания. Джон незадолго до этих событий заявил, что вынужден уехать на два месяца в Европу по делам, связанным с западноевропейскими посольствами. Оба задержанных отрицали своё знакомство друг с другом и уверяли, что точно так же случайно встретили Баркана, которому решили просто помочь не из каких-либо корыстных соображений. Однако полиция утверждала, что у неё есть доказательства того, что Кельман, Кара и Баркан были знакомы друг с другом.
Было установлено, что Эли Кара посетил Новую Зеландию 24 раза в период с октября 2000 по март 2004 года, используя два израильских паспорта, а компания, в которой он якобы работал, не была найдена ни в одной из баз данных. Никто из задержанных не смог внятно объяснить полиции, на каких основаниях они должны были забрать новозеландский паспорт на имя третьего лица и что они вообще делали в Новой Зеландии. Находившийся заочно под следствием Баркан, по данным полиции, въехал на территорию Новой Зеландии в ноябре 2003 года по американскому паспорту.
Новозеландские СМИ, ссылаясь на источники в правительстве, заявляли, что задержанные были сотрудниками израильской разведслужбы «Моссад» и стремились получить новозеландские паспорта, чтобы использовать их для своего прикрытия при проведении операций. Поскольку в ряд арабских стран въезд гражданам Израиля был прямо запрещён, сотрудники «Моссада» стремились получить паспорта третьих стран (в том числе и Новой Зеландии), чтобы с ними спокойно въезжать в арабские страны для осуществления разведывательной деятельности под надёжным прикрытием. Прежде уже имели место несколько международных скандалов с официальными обвинениями в адрес граждан, обвинявшихся иными государствами в работе на «Моссад». Газета The New Zealand Herald приводила слова неназванного бывшего сотрудника «Моссада», проживавшего в Новой Зеландии: тот утверждал, что действия подозреваемых действительно были характерны для сотрудников разведывательных служб, которым приходилось использовать подобные легенды, чтобы въезжать беспрепятственно на территории стран, представляющих интерес для разведки. Он сказал, что это могла быть не первая попытка со стороны сотрудников «Моссада» получить новозеландские паспорта для осуществления своей разведдеятельности в арабском мире.

## Суд и приговор
В мае 2004 года адвокаты пытались добиться досрочного прекращения уголовного дела, заявив о том, что предание огласке фактов расследования до начала официальных слушаний представляло собой грубое нарушение прав задержанных — тема деятельности «Моссада» и обвинений в адрес Кары и Кельмана была поднята в 60 публикациях и 120 выпусках телевизионных программ и радиопередач. Суд признал значительными масштабы освещения дела израильтян, но не обнаружил поводов для закрытия дела. Согласно заявлениям премьер-министра Новой Зеландии Хелен Кларк, в ходе официального расследования выяснилось, что это была не первая попытка выдачи новозеландских паспортов по подобной схеме: ряд паспортов, которые планировалось выдать израильтянам, были в действительности изготовлены на некоей подпольной израильской фабрике. По словам экс-сотрудника «Моссада» и писателя Виктора Островского, в структуре израильской разведслужбы действительно существовало специальное подразделение, которое занималось изготовлением паспортов любых стран мира для нужд своих сотрудников, занимающихся разведывательной деятельностью под прикрытием. Упомянутые Кларк новозеландские паспорта, согласно её заявлению, были аннулированы и признаны недействительными.
В течение всего следствия Кельман и Кара постоянно проживали в гостинице в Окленде и ежедневно отмечались в полиции. Примерно за две недели до вынесения приговора оба подсудимых решились заключить сделку с прокуратурой Новой Зеландии: они признали свою вину в обмен на снятие двух дополнительных пунктов обвинений. В частности, оба признали себя виновными в том, что въехали на территорию Новой Зеландии с нарушением правил и сотрудничали с местными организованными преступными группировками, но не признали себя виновными в осуществлении шпионской деятельности на территории страны. За попытку обманным способом получить новозеландский паспорт каждому грозило до 5 лет тюрьмы. В июле суд постановил признать обоих израильтян виновными в незаконной попытке получения новозеландских паспортов, но не доказал их причастность к какой-либо разведывательной деятельности. Изначально обоих приговорили к 9 месяцам лишения свободы, но после того, как израильтяне согласились выплатить компенсацию человеку, чей паспорт они собирались использовать, тюремный срок сократили до 6 месяцев каждому. Сумма штрафа, который взимался с каждого из осуждённых, составила 50 тысяч новозеландских долларов (около 32,5 тысяч долларов США по курсу того времени). Суд также постановил перенаправить взимаемый штраф в фонд Ассоциации церебрального паралича — одной из благотворительных организаций, занимающихся помощью больным церебральным параличом.
Две недели, которые Келман и Кара отбыли под стражей, были засчитаны как часть присуждённого им тюремного срока. Обоих депортировали из страны по прошествии двух или трёх месяцев после вынесения приговора. По состоянию на лето 2005 года Резник и Баркан оставались на свободе; 26 июня 2005 года Новой Зеландией был выдан ордер на арест Резника.

## Последствия

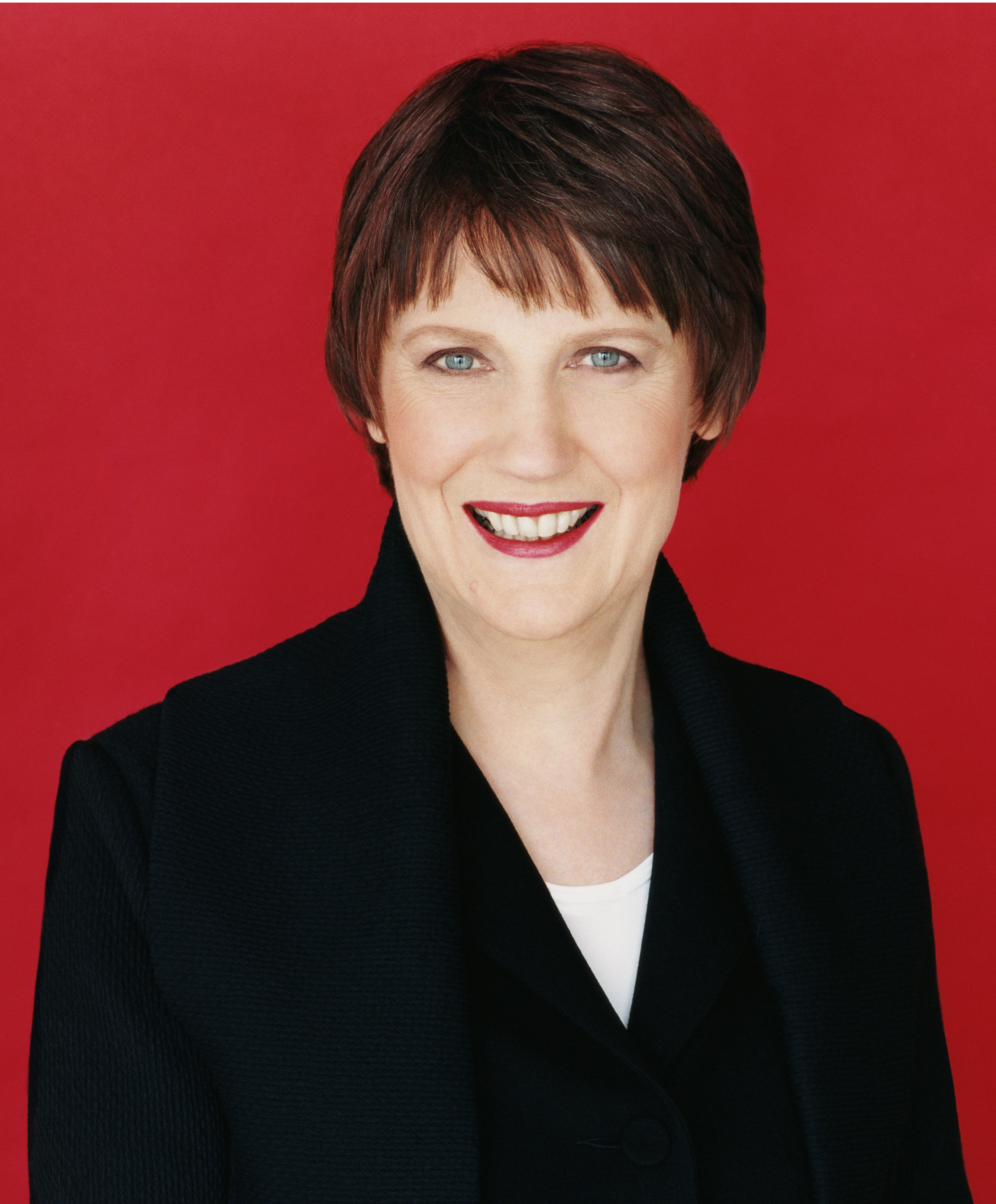
Премьер-министр Новой Зеландии Хелен Кларк

### Дипломатические санкции
Министр иностранных дел Израиля Сильван Шалом выразил сожаление по поводу скандала, пообещав приложить усилия для восстановления прежнего уровня отношений, однако премьер-министр Новой Зеландии Хелен Кларк не была удовлетворена ответом израильской стороны и потребовала принесения официальных извинений и предоставления объяснений случившемуся. Она заявила, что скандал с паспортами — «не просто преступление, совершённое двумя лицами», а посягательство на суверенитет страны. Сразу после ареста израильтян министр иностранных дел Новой Зеландии Джим Саттон также потребовал от израильского посла Орны Сагив публичных объяснений случившемуся.
Тем не менее, в течение трёх месяцев с момента разразившегося скандала ответа от Израиля на требования принести извинения и объяснить ситуацию не поступило. В связи с этим Новая Зеландия ввела серию дипломатических санкций против Израиля, которые должны были действовать вплоть до принесения официальных извинений со стороны Израиля за инцидент:
- приостановка визитов новозеландских делегаций на высшем уровне в Израиль[5][15][3];
- приостановка приёмов делегаций из Израиля Новой Зеландии[5];
- введение визового режима в отношении всех граждан Израиля без исключений[5] (в том числе для официальных лиц)[3][15];
- отмена запланированного на август 2004 года визита президента Израиля Моше Кацава[14][5][3];
- отложение одобрения кандидатуры нового посла Израиля в Новой Зеландии[14][3];
- ограничение контактов между министерствами иностранных дел[15][3].

### Телеграммы американских дипломатов
В 2010 году проект WikiLeaks опубликовал распечатки ряда телеграмм американских дипломатов в Веллингтоне, комментировавших паспортный скандал: дипломаты были возмущены новозеландской реакцией на события. В частности, в телеграмме от 16 июля 2004 года американский посол Чарльз Суинделлс писал, что Новая Зеландия выразила самое глубокое за минувшие 20 лет недовольство на дипломатическом уровне с момента затопления судна Rainbow Warrior. По его словам, новозеландцы почти ничего не теряли от охлаждения отношений с Израилем, поскольку их контакты и торговля были минимальными, но при этом могли намного больше обрести в арабском мире благодаря открытию египетского посольства и расширению масштабов торговли с арабскими государствами. В телеграмме от 19 июля всё тот же Суинделлс писал, что Новая Зеландия продолжала выражать решительную поддержку плану «Дорожная карта» по урегулированию ближневосточного конфликта, но не желала предпринимать действия в поддержку Израиля и больше стремилась к Движению неприсоединения на внешнеполитической арене.
По мнению тех же американцев, резкая реакция Новой Зеландии на паспортный скандал была связана с её стремлением открыть для себя рынки в арабских странах, куда можно было бы экспортировать новозеландскую баранину. Правительственный чиновник Израиля, познакомившийся с содержанием телеграммы в WikiLeaks, в интервью Jerusalem Post выразил искреннее удивление связи между экспортом баранины и паспортным скандалом, но признал, что позиции некоторых стран в отношении Израиля могут быть связаны с некими скрытыми мотивами.

### Иные последствия
В Веллингтоне были зафиксированы случаи вандализма на еврейских кладбищах: по сообщениям полиции, 16 еврейских могил были исписаны свастиками и нацистскими лозунгами. Председатель еврейской общины Новой Зеландии Дэвид Цварц (англ. David Zwartz) заявил, что существует прямая связь между резкими политическими высказываниями в адрес Израиля и местными жителями, которые считают, что могут выместить злобу на евреях. Редактор газеты New Zealand Jewish Chronicle Майк Реган заявил, что положение новозеландских евреев после скандала ухудшилось, а поддержка Палестины в новозеландском обществе усилилась.
Бывший генеральный директор Министерства иностранных дел Израиля доктор Алон Лиэль заявил, что Израиль должен выразить протест против дипломатических санкций, поскольку отсутствие протеста, по его мнению, было бы приравнено к фактическому признанию того, что задержанные израильтяне действительно работали на «Моссад». В то же время оппозиционный депутат Кнессета Захава Гальон заявила, что скандал с паспортами является более чем достаточным основанием для принятия закона, который должен был усилить парламентский контроль над деятельностью «Моссада» (аналогичный закон уже действовал в отношении контрразведывательной службы «Шин Бет»).

## Примирение

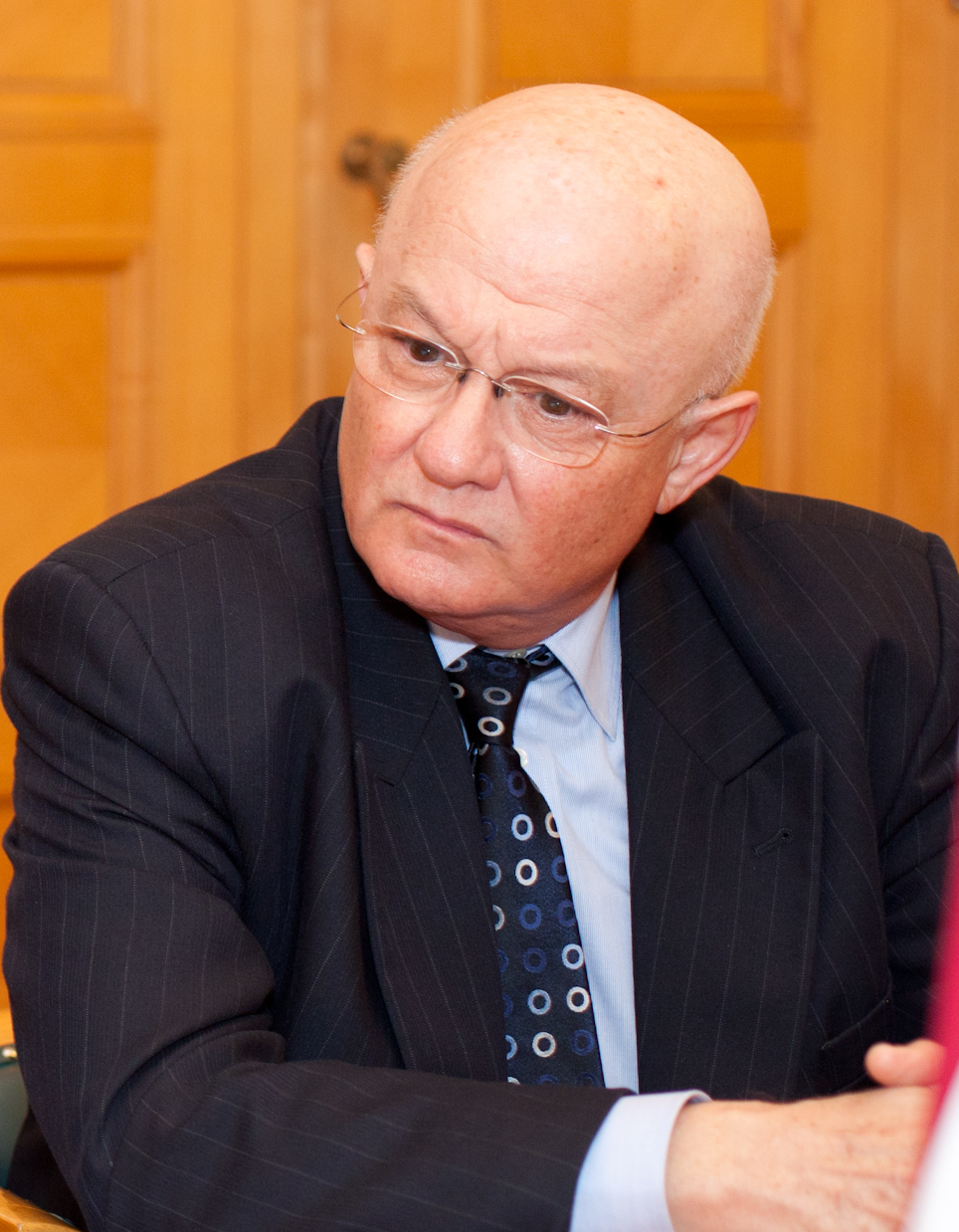
Нафтали Тамир, посол Израиля в Новой Зеландии в 2005—2007 годах

26 июня 2005 года министр иностранных дел Израиля Сильван Шалом направил правительству Новой Зеландии письмо, в котором официально принёс извинения за действия израильских граждан, которые привели к их аресту и последующему суду. Он выразил стремление Израиля приложить все усилия для восстановления прежнего уровня отношений. Премьер-министр Хелен Кларк на следующий день в телеобращении подтвердила поступление официальных извинений, но заметила, что Израиль не дал ответа на вопрос о связи задержанных с «Моссадом». По словам представителя МИД Израиля Михаэля Ронена, за два месяца до отправки письма кабинет Ариэля Шарона уведомил Новую Зеландию о том, что Израиль готов принести извинения за скандал и принять все необходимые меры для того, чтобы подобные инциденты больше не повторялись.
Через два месяца, 30 августа посол Израиля в Новой Зеландии Нафтали Тамир вручил верительные грамоты генерал-губернатору Сильвии Картрайт перед почётным караулом. Заместитель директора министерства иностранных дел по Азиатско-Тихоокеанскому региону Амос Надав выразил своё удовлетворение тем, что дипломатические отношения удалось восстановить де-факто и де-юре; восстановление отношений приветствовал и почётный консул Израиля в Веллингтоне Дэвид Цварц. Он заявил, что Израиль искренне заинтересован в возвращении прежнего уровня дипломатических отношений, но не стремится форсировать события и не будет заваливать новозеландскую сторону разными идеями и программами сотрудничества. Комментировать возможную связь «Моссада» с паспортным скандалом он отказался, заявив, что дипломаты к этому отношения не имеют.
26 октября 2005 года в Турции состоялась встреча министра Шалома и новозеландского посла в Турции Яна Хендерсона (англ. Jan Henderson), на которой те обсудили восстановление дипломатических отношений. МИД Израиля сообщил, что это была первая встреча между высокопоставленными лицами Новой Зеландии и Израиля «с момента инцидента с „Моссадом“». Однако спикер МИД Израиля Марк Регев заявил, что это не является официальным признанием факта деятельности «Моссада» в Новой Зеландии, а выражение «инцидент с „Моссадом“» не следует понимать буквально, поскольку о роли «Моссада» говорила только новозеландская сторона. По его словам, вопрос удалось достаточно легко урегулировать, а израильская сторона никогда не говорила больше, чем ей следовало говорить в таких случаях.
По версии газеты Australian Jewish News, посредником в урегулировании скандала был депутат парламента Новой Зеландии Таито Филлип Филд, имевший еврейские и самоанские корни. Его участие в этой миссии началось со встречи с бывшим израильским послом в Новой Зеландии Ниссаном Крупски (англ. Nissan Krupsky) в Израиле в декабре 2004 года, а Филд, поддерживая телефонную связь с Веллингтоном, своими усилиями добился того, что премьер-министр Хелен Кларк дала добро на встречу Шалома и Хендерсона в Анкаре. Согласно газете, встреча носила тайный характер из-за прямого запрета Новой Зеландии на встречи своих официальных лиц с израильскими визави. Однако министр иностранных дел Новой Зеландии Фил Гофф отрицал, что Филд играл какую-либо роль в восстановлении дипломатических отношений: он заявил, что эта встреча не носила официальный характер, а была личной встречей Филда с людьми, с которыми он был давно знаком. Гофф также отрицал, что переговоры в Анкаре между представителем МИД Израиля Михаэлем Роненом и новозеландским послом Хендерсоном стали прямым результатом посредничества Филда.
Хотя скандал с незаконным получением паспортов был урегулирован, первый после скандала визит министра иностранных дел Новой Зеландии в Израиль состоялся только в 2010 году, когда туда с визитом прибыл Мюррей Маккалли. Эта встреча новозеландских и израильских политиков прошла на наиболее высоком уровне с момента паспортного скандала.